# Хексапла
Хексапла (от гръцки Εξαπλά) е издание на Стария завет на Библията от Ориген на 6 езика, в 6 колони:
1. еврейски текст със съгласните букви;
2. транслитерация на еврейския текст с гръцки букви
3. буквален превод на гръцки от Аквила
4. свободен гръцки превод, направен от Симакий през 2 век
5. превод на Септуагинтата (LXX) от 3–2 век пр. Хр.
6. гръцки превод на Теодосиян от 2 век
Цялото издание е съдържало 50 тома и около 6000 страници. Вероятно не съществуват цялостни копия от оригинала. Оригиналът бил видян в библиотеката на Pamphilos в Кесарея. По-късно след нахлуването на арабите през 638 г. изчезва.